# Wadati-Benioffzone
Een Wadati-Benioffzone, Benioff-Wadatizone of Benioffzone is een seismisch actieve regio (regio waar aardbevingen plaatsvinden) in de diepere aardkorst bij een subductiezone. De aardbevingen worden veroorzaakt door het over elkaar schuiven van een subducerende en een overrijdende tektonische plaat. Subductiezones bevinden zich bij destructieve plaatgrenzen zoals onder eilandbogen en randen van continenten waaronder subductie plaatsvindt. Het ontstaan van deze zones hangt samen met een relatief hoge snelheid van de beweging van de tektonische platen (meer dan 6 cm per jaar). Bij een lagere snelheid zal er eerder gebergtevorming optreden omdat de aardkorst de compressie kan absorberen.
Voorbeelden van zulke zones met eilandbogen en diepzeetroggen zijn de Fiji-eilanden, de Koerilen, Japan en Kamtsjatka.
Wadati-Benioffzones zijn genoemd naar twee seismologen die onafhankelijk van elkaar de zones ontdekten: Hugo Benioff (CalTech) en Kiyoo Wadati (Japans Meteorologisch Instituut).